# Dichelacera pulchra
Dichelacera pulchra är en tvåvingeart som beskrevs av Samuel Wendell Williston  1901. Dichelacera pulchra ingår i släktet Dichelacera och familjen bromsar.
Artens utbredningsområde är Guerrero (Mexiko). Inga underarter finns listade i Catalogue of Life.